# Brachtia andina
Brachtia andina är en orkidéart som beskrevs av Heinrich Gustav Reichenbach. Brachtia andina ingår i släktet Brachtia och familjen orkidéer. Inga underarter finns listade i Catalogue of Life.